# Hartmut Gründler

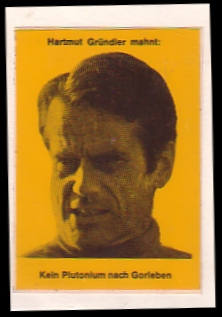
Hartmut Gründler (1930–1977) Aufkleber „Kein Plutonium nach Gorleben“ (1977)

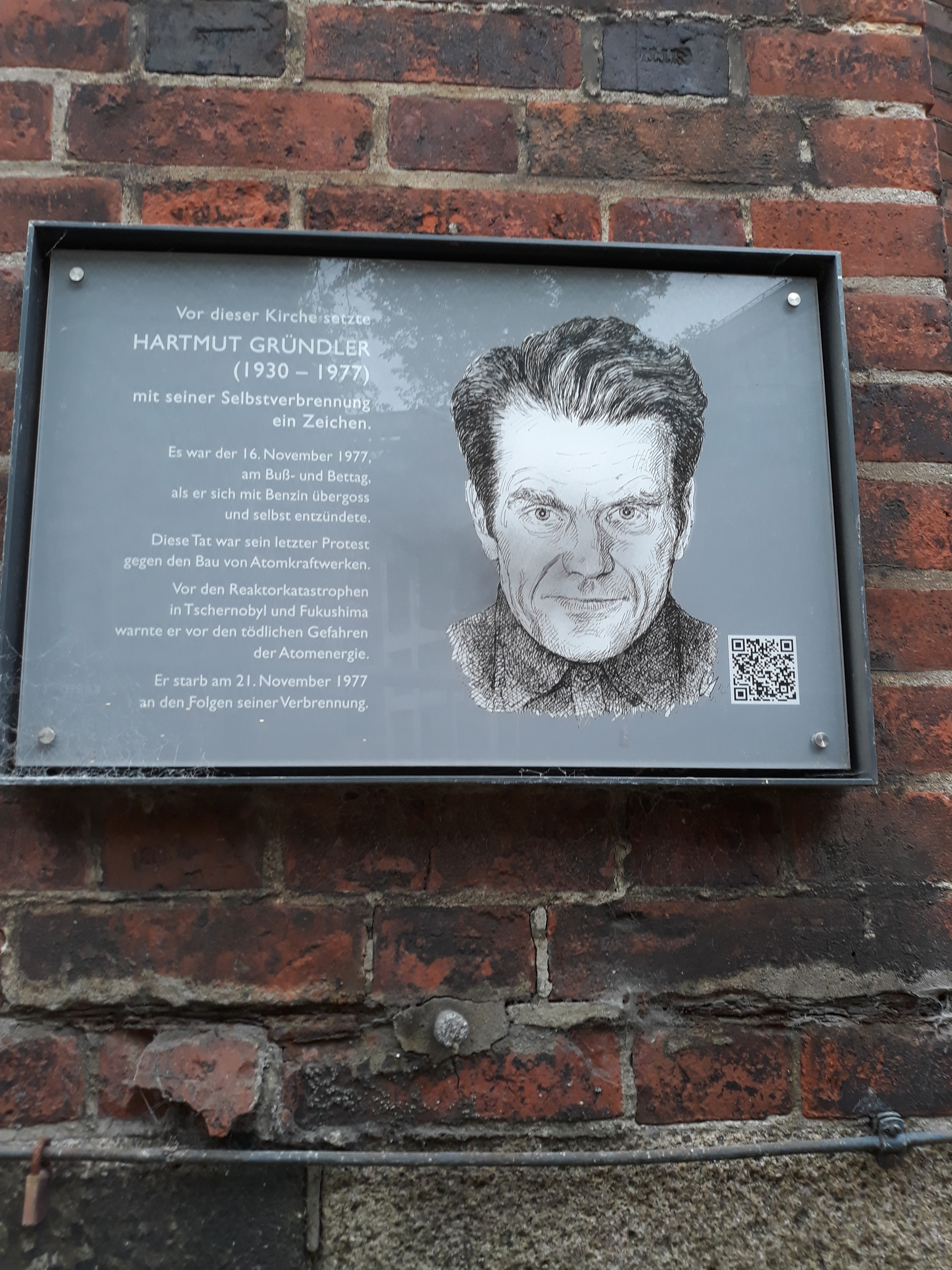
Gedenktafel für die Selbstverbrennung an der Petrikirche in Hamburg

Hartmut Gründler (* 11. Januar 1930 in Hümme; † 21. November 1977 in Hamburg) war ein deutscher, im Umweltschutz engagierter Tübinger Lehrer. Am 16. November 1977 übergoss er sich in Hamburg mit Benzin, zündete sich an und starb fünf Tage später im Krankenhaus. Seine Selbstverbrennung war ein Protest gegen die von ihm behaupteten Falschinformationen in der Atompolitik der damaligen Bundesregierung, speziell zu Asse II, und die Weigerung Bundeskanzler Helmut Schmidts, darüber mit ihm in Dialog zu treten.

## Beruflicher Werdegang
Nach der Maurergesellenprüfung 1952, einem abgebrochenen Architekturstudium an der TH Darmstadt und einem Pädagogikstudium in Jugenheim (1957–59) war Gründler als Lehrer im hessischen Schuldienst tätig. 1964 legte er nach einem halbjährigen Fortbildungskurs in Französisch die Realschullehrerprüfung ab. Von November 1965 bis 1967 beurlaubt für Deutschunterricht am Goethe-Institut und dann im Rahmen des deutsch-französischen Jugendaustauschs, schloss er in Tübingen und Besançon ein Studium der Pädagogik, pädagogischen Psychologie und Allgemeinen Sprachwissenschaft mit dem Abschluss eines Magister Artium (1969) ab. Er begann eine Doktorarbeit zu einem psycholinguistischen Thema.

## Tübinger Jahre von 1970 bis 1977
Schon früh in Fragen des Umweltschutzes und der Politik engagiert, arbeitete Gründler ab Ende 1970 im marxistisch-leninistisch orientierten Tübinger Komitee für Umweltschutz (KfU) mit. Er gründete 1971 den satzungsgemäß auf Gewaltfreiheit verpflichteten Tübinger Bund für Umweltschutz (BfU). Wegen mangelnder Bereitschaft, seinen eigenen von Gandhis Satyagraha inspirierten Weg gegenüber den Mehrheitsbeschlüssen des Plenums aufzugeben, wurde er dort jedoch bald ausgeschlossen und rief 1972 den kleineren „Arbeitskreis Lebensschutz – Gewaltfreie Aktion im Umweltschutz e. V.“ (AKL) ins Leben. In Zusammenarbeit mit dem BfU kritisierte er die Stuttgarter Ausstellung „Umwelt 72“ scharf. Auf der Mitgliederversammlung des Bundesverbandes Bürgerinitiativen (BBU) am 27./28. April 1973 in Frankfurt wurde Gründler in den erweiterten Vorstand gewählt. Aufgrund eskalierender Auseinandersetzungen mit dem ersten Vorsitzenden Hans-Helmuth Wüstenhagen erfolgte am 14. November 1973 der Austritt der dezidiert am Lebensschutz orientierten Gruppe um Herbert Bruns, zu der neben Gründler H. U. Brand, D. Heinemann und G. Werner gehörten. Ab 1974 engagierte er sich ebenfalls in der Auseinandersetzung um das für Mittelstadt (Kreis Reutlingen) vorgesehene Kernkraftwerk. Er setzte sich nachdrücklich für einen koordinierenden Dachverband der verschiedenen Umweltschutzverbände ein, der Ende 1975 unter der Schirmherrschaft von Altbundespräsident Gustav Heinemann als Deutscher Rat für Umwelt- und Lebensschutz entstand. Am 25. Juli 1975 reichte Gründler bei Generalbundesanwalt Siegfried Buback erfolglos eine Strafanzeige gegen Forschungsminister Matthöfer „wegen Völkermordes“ ein.
Ab 1975 nahm er teils federführend an insgesamt 20 Klagen gegen atomare Projekte teil. Im Februar 1977 erhob er Verfassungsbeschwerde wegen Einschränkung seines Petitionsrechtes.

## Öffentlichkeitsarbeit
In der Überzeugung, dass seine Mitbürger für den Umweltschutz handeln würden, wenn sie nur gut genug informiert und in ihrer Verantwortlichkeit angesprochen würden, betrieb Gründler eine umfangreiche Öffentlichkeitsarbeit. Er stützte sich besonders auf Flugblätter, die er hauptsächlich in der Universitätsstadt Tübingen verteilte und verteilen ließ.
Nach dem Prinzip „Jeder weiß, dass jeder weiß“ baute er zudem ein Kommunikationsnetz auf, dessen Besonderheit war, dass er seinen zahlreichen Schriften und Appellen, die er an öffentliche Personen und Entscheidungsträger richtete, jeweils seinen Adressatenverteiler hinzufügte.

## Gründlers „Experiment mit der Wahrheit“
Geprägt durch Gandhi versuchte er, durch Hungerstreiks (so in Wyhl, Tübingen, Kassel) und zahlreiche offene Briefe an Parlamentarier, Minister, Journalisten usw. eine Änderung in der Energiepolitik zu erzwingen. Sein erster Konfliktpartner, Bundesforschungsminister Hans Matthöfer, ging in dem von ihm im Juli 1975 zugestandenen Bürgerdialog Kernenergie auf die Forderung nach Diskussion ein, bekannte sich jedoch letztlich im Juni 1976 brieflich zur langfristigen Durchführung des Atomprogramms. Ab Sommer 1976 wandte sich Gründler an  Bundeskanzler Helmut Schmidt. Er forderte eine öffentliche Klarstellung der im Juni 1976 in den Bonner Anhörungen (im Forschungsausschuss am 2. Juni und im Innenausschuss am 9. Juni) in seinen Augen offen zutage getretenen Widersprüche zum bis dahin gültigen Umweltprogramm der Sozialliberalen Koalition vom 29. September 1971. Gründlers letzter, im November 1977 deswegen geplanter unbefristeter Hungerstreik kam aufgrund äußerer Schwierigkeiten nicht zustande.

## Selbstverbrennung
Am 16. November 1977 (Buß- und Bettag) übergoss sich Gründler vor der St. Petrikirche an der Mönckebergstrasse in Hamburg mit Benzin, zündete sich an und starb fünf Tage später im Krankenhaus. Seine Selbstverbrennung fand während des SPD-Bundesparteitages in Hamburg statt. Presseorgane und Politiker, darunter auch den Kanzler, informierte er vorab schriftlich unter Beifügung seines politischen Testamentes. Dieses stammte vom 14. November 1977, zwei Tage vor seiner Selbstverbrennung, und trug den Titel „Bitte weiterreichen … Bitte verständigen Sie rasch einen Publizisten aus Presse, Funk, Fernsehen! … Auch an Bundestagsabgeordnete!!! – Selbstverbrennung eines Lebensschützers – Appell gegen atomare Lüge …“

Auf einem doppelseitig bedruckten DIN-A5-Flugblatt schrieb er darin – von sich selbst in der dritten Person sprechend – unter anderem: 

„Gründler nennt seine Aktion eine Tat nicht der Verzweiflung, sondern des Widerstandes und der Entschlossenheit. Er will dem Sachzwang der Profitgier, des Dummenfangs, der Überrumpelung hier, der Trägheit und Feigheit dort einen Sachzwang des Gewissens entgegensetzen.“

 In dem direkt an den Bundeskanzler gerichteten „Anhang“ zu diesem Appell schrieb er weiterhin: 

„Ich wähle die letzte und äußerste Form des Protestes und nutze anstelle des [zu ergänzen: seit drei Wochen geplanten „granitenen“] Leuchtturms doch wenigstens noch die Sandburg zu einem Feuerzeichen […]“

## Reaktionen und Wirkung
Die Massenmedien berichteten kaum über die Hintergründe. Wolfgang Hädecke kritisierte in seiner biographischen Schrift Der Skandal Gründler diesbezüglich besonders die Zeitschriften Spiegel und stern. Generell beklagte er ein „krasses Missverhältnis zwischen der kargen, schnell abklingenden Berichterstattung und der dürftigen Kommentierung mit vielen Verzerrungen im Fall Gründler auf der einen Seite und der mächtigen Empörung nach der Selbstverbrennung von Palach und besonders von Brüsewitz auf der anderen Seite.“
Gründler wurde, nachdem ein geplanter Korso mit dem Leichenwagen durch verschiedene bundesdeutsche Stätten seines Wirkens von Hamburger Behörden untersagt worden war, am 30. November 1977 auf dem Tübinger Bergfriedhof unter Teilnahme von etwa 1000 Trauergästen aus dem In- und Ausland beigesetzt. Ins Grab mitgegeben wurde ihm auf seine briefliche Aufforderung hin das damals erschienene Buch Helmut Schmidts, „Als Christ in der politischen Entscheidung“; es war das angesengte Exemplar, welches er bei seinem Fanal hochgehalten hatte.
Bei der anschließenden, auch durch Mitwirkung des „Remstalrebellen“ Helmut Palmer tumultartig endenden Gedenkveranstaltung im Audimax der Universität fanden auf dem Podium einige Vertreter zuvor zerstrittener ökologischer Strömungen zueinander, die später teilweise bei den Grünen zusammenarbeiteten: So sprachen neben dem Zukunftsforscher Robert Jungk und der Bundestagsabgeordneten Herta Däubler-Gmelin (SPD), die das Parteitagsergebnis zu erklären versuchte, prominente Vertreter des Bundesverbandes Bürgerinitiativen Umweltschutz (BBU), des Weltbundes zum Schutze des Lebens (WSL), des Bundes für Lebensschutz (BfL), der Aktionsgemeinschaft Unabhängiger Deutscher (AUD), des Fünf-Prozentblocks und des Tübinger Bundes für Umweltschutz (BfU), so dass das Schwäbische Tagblatt titelte: Marschiert jetzt die „Grüne Front“?
In seinem noch existierenden Arbeitskreis Lebensschutz wurden zahlreiche Dokumente aus Gründlers Schaffenszeit wie auch aus der Folgezeit archiviert. Die Sammlung wird, auch als Grundlage einer erweiterten Biographie, fortlaufend ergänzt und durch Zeitzeugenaussagen bereichert. Dieses Material wurde großenteils von Wilfried Hüfler (verstorben 2014) aus Reutlingen betreut. Zu Gründlers Todestag im Jahre 2017 gestaltete sein einstiger Mitarbeiter Wolfgang Wettlaufer noch eine Gedenkfeier in der Tübinger Eberhardsgemeinde.
Im September 2017 erschien bei dtv der Roman Ein Mensch brennt des Schriftstellers und Journalisten Nicol Ljubić, in dessen Mittelpunkt Hartmut Gründler steht.

## Veröffentlichungen (Auswahl)
- Offener Brief an Bundeskanzler Helmut Schmidt u. a.: „Offenbarungseid der Atomlobby“ 5. Oktober 1976.
- Kernenergiewerbung. Die sprachliche Verpackung der Atomenergie – Aus dem Wörterbuch des Zwiedenkens, Rowohlt Literaturmagazin 8 „Die Sprache des Großen Bruders“, Dezember 1977.
- Kernenergiewerbung. Die sprachliche Verpackung der Atomenergie – Aus dem Wörterbuch des Zwiedenkens, in: Holzfeuer im hölzernen Ofen. Aufsätze zur politischen Sprachkritik, hrsg. von Hans J. Heringer. Tübingen (Narr) 1982, S. 203–215.